# 高専ロボコン2009 DANCIN' COUPLE
高専ロボコン2009 DANCIN' COUPLE（こうせんろぼこん2009 ダンシングカップル）は2009年に開催された22回目の高専ロボコンである。

## 概要
手動・自動2台の歩行ロボットによるダンスパフォーマンスを競う競技である。まず始めに必須課題である２つをクリアする。その後、フィールド上において6つの決められたパフォーマンスをクリアし、得点を獲得する。時間制ではなく、決められた時間内にいくつの課題をクリアできるかを競う。すべての課題をクリアすると100点満点となりその時点で勝利が確定するが、相手チームが終了を宣言するか制限時間に達さなければ試合終了とならない点が従来の競技形式との大きな違いである。
手動ロボットは2足歩行が義務付けられ、自動ロボットは2、4、6足いずれかの構成をとる。そしてより人間に近い歩行を実現させる意図から、昨年度に歩行機構として用いられていた機構のうち、
- 一方の足をもう一方の足が囲う方式
- 複数枚の扇を用いた方式（かわさき足ともいう）

の使用が制限されている。

## 競技課題
※得点は全国大会時のものであり、地区大会では一部異なる点がある。
両チームのロボットは、まず2つの必須課題をクリアする必要がある。
1. プレゼント （10点）
高さ1mのプレゼントポールに置かれたプレゼントを取り、自動ロボットへ渡す。
2. ペアダンス （10点）
プレゼントを持った自動ロボットと手動ロボットが一緒に10秒以上ダンスをする。

ペアダンスを終了したロボットは以下6つの課題に挑戦できる。また、課題は各チームが自由に取捨選択できる。
1. ポールターン （10点）
2台のロボットがダンスを行いながらポールを1周する
2. シンクロスピン （10点）
2台のロボットが同時に5回転以上の自転をする。
3. リフト （10点）
どちらかのロボットがもう一方を胴体以上まで持ち上げ、5歩以上歩く。
4. ローリングジャンプ （20～30点）
どちらかのロボットがジャンプして空中で一回転すると20点、着地を決めるとさらに10点。
5. スターステージ （10点）
高さ15cmのスターステージに登る。
6. スターカップル （10点）
スターステージ上の高さ1.5mのスターポールにプレゼントを置く。

## 主なロボットの制約
- 大きさ

手動機・自動機共に 1000mm×500mm×500mm の直方体のどの面からもロボットの一部がはみ出すこと
変形・分離後もこの条件を満たさなければならない
上限サイズは定められていない
- 重量

手動機・自動機ともに5kg以上、2台の総重量（コントロールボックスや電源装置も含む）は50kg以下
- 動力源

バッテリーの総電力量は60Wh以内
- 製作費

30万円以内（ただし、無線操縦など通信に関する装置・部品は除くことができる）
- 操作形態

手動ロボットは、無線・赤外線・可視光・音波を用いて操縦
自動ロボットは操縦者が直接操縦できない
（ただし、手動ロボットとの通信は可とされていたため、手動ロボットを介して自動ロボットを操縦することが可能であった）

## 大会日程
本大会は下記の日程で地区大会、全国大会が行われた。

### 地区大会
| 地区         | 開催日   | 会場                            | 主幹高専               |
| 東北         | 10月4日  | 鶴岡市小真木原総合体育館        | 鶴岡高専               |
| 東海・北陸   | 10月11日 | いしかわ総合スポーツセンター    | 石川高専               |
| 中国         | 10月18日 | 周南市総合スポーツセンター      | 徳山高専               |
| 四国         | 10月18日 | 香川高専詫間キャンパス第2体育館 | 香川高専詫間キャンパス |
| 関東・甲信越 | 10月25日 | 町田市立総合体育館              | サレジオ高専           |
| 近畿         | 10月25日 | 神戸市立中央体育館              | 神戸市立高専           |
| 北海道       | 11月1日  | 函館工業高等専門学校第1体育館   | 函館高専               |
| 九州沖縄     | 11月1日  | 21世紀の森体育館                | 沖縄高専               |

### 全国大会
11月22日 両国国技館にて開催された。

## 大会結果

### 全国大会
11月22日 両国国技館にて開催
| ロボコン大賞                 | 広島商船高専 新!!シンデレラの巻 |
| 優勝                         | 香川高専（詫間キャンパス） SKY  |
| 準優勝                       | 呉高専 7πRADIAN                 |
| アイデア賞                   | 岐阜高専 Spica                  |
| 技術賞                       | 豊田高専 叢雲                   |
| デザイン賞                   | 一関高専 若さま                 |
| ベストカップル賞             | 舞鶴高専 鶴恋慕                 |
| 特別賞（本田技研工業）       | 岐阜高専 Spica                  |
| 特別賞（電気事業連合会）     | 松江高専 跳兎                   |
| 特別賞（マブチモーター）     | 都城高専 桜風舞姫               |
| 特別賞（安川電機）           | 沖縄高専 クラッチャーズ         |
| 特別賞（東京エレクトロンFE） | 舞鶴高専 鶴恋慕                 |

### 地区大会
競技課題の難易度の高さに伴い、ローカルルールが設けられた地区がある。
- 手動ロボットがプレゼントを獲得すると10点獲得、を追加

東北、東海・北陸、関東・甲信越、四国、九州沖縄
- 準決勝以後、試合時間が4分に延長

関東・甲信越、九州沖縄

#### 東北地区大会
10月4日 鶴岡市小真木原総合体育館にて開催
| 優勝                         | 鶴岡高専A Crane・Crane                  |
| 準優勝                       | 一関高専B 若さま                        |
| アイデア賞                   | 仙台高専名取キャンパスA ウマサムー      |
| 技術賞                       | 八戸高専B 祭・食・兼備!!                |
| デザイン賞                   | 仙台高専名取キャンパスB 実録!七夕伝説。 |
| ベストカップル賞             | 福島高専B Hula舞                        |
| 特別賞（本田技研工業）       | 八戸高専A メロメロメロス                |
| 特別賞（東北電力）           | 仙台高専名取キャンパスA ウマサムー      |
| 特別賞（マブチモーター）     | 福島高専B Hula舞                        |
| 特別賞（安川電機）           | 福島高専A RedBeko                       |
| 特別賞（東京エレクトロンFE） | 鶴岡高専B 花笠コロ子                    |

全国大会出場チーム
- 鶴岡高専A Crane・Crane
- 一関高専B 若さま
- 八戸高専B 祭・食・兼備!!

#### 東海・北陸地区大会
10月11日 いしかわ総合スポーツセンターにて開催
| 優勝                         | 福井高専A ヤチマタ               |
| 準優勝                       | 豊田高専B 叢雲                   |
| アイデア賞                   | 富山高専射水キャンパスA PUっSH!! |
| 技術賞                       | 岐阜高専B Spica                  |
| デザイン賞                   | 富山高専縫合キャンパスA 猿蟹合戦 |
| ベストカップル賞             | 石川高専A 利家をまつ             |
| 特別賞（本田技研工業）       | 金沢高専A 白兎                   |
| 特別賞（北陸電力・中部電力） | 石川高専A 利家をまつ             |
| 特別賞（マブチモーター）     | 富山高専射水キャンパスA PUっSH!! |
| 特別賞（安川電機）           | 岐阜高専A 躍る!大争奪戦          |
| 特別賞（東京エレクトロンFE） | 鈴鹿高専B Robo Fantasia          |

全国大会出場チーム
- 福井高専A ヤチマタ
- 豊田高専B 叢雲
- 岐阜高専B Spica
- 石川高専A 利家をまつ

決勝戦は福井高専が20点リードされている中、試合終了直前にローリングジャンプを決め、ジャンプおよび回転を成功させて20点を獲得し同点に追い付いた。審査員判定の結果、得票数2-1で優勝した。

#### 中国地区大会
10月18日 周南市総合スポーツセンターにて開催
| 優勝                         | 広島商船高専A 新!!シンデレラの巻 |
| 準優勝                       | 呉高専A 7πRADIAN                 |
| アイデア賞                   | 松江高専A 跳兎                   |
| 技術賞                       | 徳山高専B はちみつが好き         |
| デザイン賞                   | 米子高専A La・vit story          |
| ベストカップル賞             | 津山高専A ダンシング桃太郎       |
| 特別賞（本田技研工業）       | 米子高専B 烏人                   |
| 特別賞（中国電力）           | 津山高専B ロボコック             |
| 特別賞（マブチモーター）     | 米子高専A La・vit story          |
| 特別賞（安川電機）           | 徳山高専B はちみつが好き         |
| 特別賞（東京エレクトロンFE） | 松江高専B 八束水臣津野命         |

全国大会出場チーム
- 広島商船高専A 新!!シンデレラの巻
- 呉高専A 7πRADIAN
- 松江高専A 跳兎

呉高専は1994年以来15年ぶりの全国大会出場となった。

#### 四国地区大会
10月18日 香川工業高等専門学校詫間キャンパス第2体育館にて開催
| 優勝                         | 香川高専詫間キャンパスA SKY             |
| 準優勝                       | 香川高専詫間キャンパスB G               |
| アイデア賞                   | 高知高専A RYO-SHI キャッツア～          |
| 技術賞                       | 香川高専詫間キャンパスB G               |
| デザイン賞                   | 香川高専高松キャンパスA YOICHI          |
| ベストカップル賞             | 新居浜高専A 燧のたぬき                  |
| 特別賞（本田技研工業）       | 阿南高専B Ra Couple                     |
| 特別賞（四国電力）           | 香川高専詫間キャンパスB G               |
| 特別賞（マブチモーター）     | 高知高専A RYO-SHI キャッツア～          |
| 特別賞（安川電機）           | 香川高専高松キャンパスB うどんくうかい? |
| 特別賞（東京エレクトロンFE） | 阿南高専A 幻舞                          |

全国大会出場チーム
- 香川高専詫間キャンパスA SKY
- 高知高専A RYO-SHI キャッツア～

高知高専は1994年以来15年ぶりの全国大会出場となった。

#### 関東・甲信越地区大会
10月25日 町田市立総合体育館にて開催
| 優勝                         | 群馬高専B 亀鶴威達磨             |
| 準優勝                       | 茨城高専B BeatるG。              |
| アイデア賞                   | 長岡高専B コメックス             |
| 技術賞                       | 茨城高専A 忍ケ口                 |
| デザイン賞                   | 小山高専A おに虫とナスのおどり子 |
| ベストカップル賞             | 東京高専B Stand by Milk          |
| 特別賞（本田技研工業）       | 都立産技高専荒川キャンパスA mIui |
| 特別賞（東京電力）           | 長岡高専A LAST KANETUGU          |
| 特別賞（マブチモーター）     | 長野高専A Take-Tech              |
| 特別賞（安川電機）           | 茨城高専A 忍ケ口                 |
| 特別賞（東京エレクトロンFE） | 小山高専B いなず丸と雷様         |

全国大会出場チーム
- 群馬高専B 亀鶴威達磨
- 茨城高専B BeatるG。
- 長岡高専B コメックス
- 小山高専A おに虫とナスのおどり子

#### 近畿地区大会
10月25日 神戸市立中央体育館にて開催
| 優勝                         | 和歌山高専A ウメボーイ         |
| 準優勝                       | 大阪府立高専A 太閤一過         |
| アイデア賞                   | 大阪府立高専B オバチャンバラ   |
| 技術賞                       | 舞鶴高専A 足鶴                 |
| デザイン賞                   | 奈良高専A その時マシンが動いた |
| ベストカップル賞             | 舞鶴高専B 鶴恋慕               |
| 特別賞（本田技研工業）       | 明石高専A 明石原人             |
| 特別賞（関西電力）           | 神戸市立高専B みんなのはばタン |
| 特別賞（マブチモーター）     | 奈良高専B 機械姫               |
| 特別賞（安川電機）           | 近畿大学高専A スーとワムの冒険 |
| 特別賞（東京エレクトロンFE） | 大阪府立高専B オバチャンバラ   |

全国大会出場チーム
- 和歌山高専A ウメボーイ
- 大阪府立高専B オバチャンバラ
- 舞鶴高専B 鶴恋慕

#### 九州沖縄地区大会
11月1日 21世紀の森体育館にて開催
| 優勝                         | 沖縄高専A クラッチャーズ        |
| 準優勝                       | 鹿児島高専B Civilization        |
| アイデア賞                   | 都城高専A 桜風舞姫              |
| 技術賞                       | 北九州高専B シシマイティー      |
| デザイン賞                   | 大分高専A 8'O clock P.M.        |
| ベストカップル賞             | 沖縄高専B Galliralus            |
| 特別賞（本田技研工業）       | 鹿児島高専A ぼろぼろぼ          |
| 特別賞（沖縄電力・九州電力） | 沖縄高専B Galliralus            |
| 特別賞（マブチモーター）     | 都城高専A 桜風舞姫              |
| 特別賞（安川電機）           | 北九州高専A ひょっこり巌流島    |
| 特別賞（東京エレクトロンFE） | 熊本高専熊本キャンパスA GAMADAS |

全国大会出場チーム
- 沖縄高専A クラッチャーズ
- 鹿児島高専B Civilization
- 北九州高専B シシマイティー
- 都城高専A 桜風舞姫

#### 北海道地区大会
11月1日 函館工業高等専門学校第1体育館にて開催
| 優勝                         | 函館高専A 軟体ダンサーズ |
| 準優勝                       | 苫小牧高専A Lively       |
| アイデア賞                   | 旭川高専A 北の海から     |
| 技術賞                       | 旭川高専B KAGUYA         |
| デザイン賞                   | 釧路高専A サルルンカムイ |
| ベストカップル賞             | 函館高専B G & B          |
| 特別賞（本田技研工業）       | 旭川高専B KAGUYA         |
| 特別賞（北海道電力）         | 函館高専B G & B          |
| 特別賞（マブチモーター）     | 釧路高専B モコとコロル   |
| 特別賞（安川電機）           | 釧路高専A サルルンカムイ |
| 特別賞（東京エレクトロンFE） | 苫小牧高専B G-ZONE       |

全国大会出場チーム
- 函館高専A 軟体ダンサーズ
- 旭川高専B KAGUYA

## 放送

### 地区大会
- ローカル放送

11月15日にNHK総合にて各地区大会のローカル放送が行われた。
- 深夜放送

12月8日から18日までの間、NHK総合にて地区大会の深夜放送が行われた。順序は九州沖縄地区から始まり北海道地区が最後。昨年度から大きく放送時刻が繰り上げられ、全日同時刻からの放送となった。（いずれの地区も0:10～1:05放送）

### 全国大会
- 地上波版

12月28日にNHK総合にて放送された。
- 完全版

2010年1月1日にNHK BS2にて完全版として放送された。こちらは全試合の模様を扱っている。